# Карпантра
Карпантра́ (фр. Carpentras) — город во Франции, расположенный на юго-востоке страны, в департаменте Воклюз региона Прованс — Альпы — Лазурный Берег. Столица исторической области Венессен. Входит в округ Карпантра, образуя 2 кантона — Карпантра-Север и Карпантра-Юг. Площадь города составляет 37,92 км². Вместе с пригородами составляет городское сообщество Ванту-Конта-Венессен.

## Демография
Население коммуны на 2010 год составляло 29 278 человек.
| 1962   | 1968   | 1975   | 1982   | 1990   | 1999   | 2010   |
| ------ | ------ | ------ | ------ | ------ | ------ | ------ |
| 18 199 | 21 388 | 24 251 | 24 838 | 24 212 | 26 084 | 29 278 |

## История
Существует как минимум с V века до н. э. Появляется в истории как поселение галльского племени меминиев, где приезжие греческие и карфагенские купцы закупали пшеницу, мёд, кожи и скот. В римское время назывался Карпенторакт (Carpentoracte). С античности сохранились триумфальная арка (городские ворота).
С 1274 года входит в папское владение Конта-Венессен. Во время пленения пап, в 1309—1314 годах, в Карпантра проживал папа Климент V. Во время папства Иннокентия VI, во второй половине XIV столетия, город был окружён крепостной стеной с 32 башнями и 4 воротами. Карпантра оставался центром папской области Венессен с 1274 до 1790 года, когда был присоединён к Франции. До 1801 года — также кафедра епископа.
Начиная с XIII века город был одним из центров французских евреев, бежавших сюда, в папские владения, от преследований короля Филиппа IV Красивого. Вплоть до революции конца XVIII века Венессен был единственной областью на территории современной Франции, где было официально разрешено селиться евреям. В 1367 году в Карпантра строится синагога, старейшая во Франции (реконструирована в 1743 году), где и до сих пор проводятся службы.

## Традиции
Карпантра знаменит своим официальным еженедельным рынком трюфелей, который проходит утром в пятницу в зимние месяцы с ноября по март. Традиционным кондитерским изделием города являются леденцы «берлинго» — небольшие твёрдые конфетки с белыми полосками. Первоначально они производились из сиропа, оставшегося от консервирования фруктов.

## Достопримечательности
- Церковь святого Сиффредия — бывший кафедральный собор (до 1801 года) католической епархии Карпантра, первым епископом которой был святой Сиффредий (VII век).
- Арка в Карпантра — античная арка I века.
- Библиотека Энгэмбертина — старейшая муниципальная библиотека Франции.
- Канал Карпантра — 70-километровый оросительный канал XIX века, соединяющий город с рекой Дюранс.